# Took a Long Time
"Took a Long Time" is een nummer van de Britse band Magna Carta. Het verscheen op hun gelijknamige album uit 1976. Op 12 januari van dat jaar werd het uitgebracht als de eerste single van het album.

## Achtergrond
"Took a Long Time" is geschreven door zanger en gitarist Chris Simpson en geproduceerd door de gehele band. Het werd enkel in het Verenigd Koninkrijk en Nederland als single uitgebracht. Alleen in Nederland werd het een klein succes. Het bereikte de Top 40 weliswaar niet, maar piekte wel op de negentiende plaats in de Tipparade.

## NPO Radio 2 Top 2000
Took a Long Time stond alleen in 2000 in de NPO Radio 2 Top 2000, op plek 1297.